# Cloudy Rhodes
Cloudy Rhodes es una surfista, fotógrafa y cineasta australiana.

## Carrera artística
Su cortometraje Lo Loves You se presentó junto con la película estadounidense First Girl I Loved en Australia en 2017. Ambas películas exploraron cuestiones LGBT.
Rhodes también ha dirigido un vídeo musical para Sonic Youth. El vídeoclip utiliza el paisaje australiano como telón de fondo para imágenes homoeróticas.
Por otro lado, su fotografía ha llamado la atención de las principales revistas. Es fotógrafa de Teen Vogue .

## Vida personal
Rhodes nació en Palm Beach, de padres que eran ambos pintores, y creció en Sydney, Australia. Su hermano también es cineasta. Rhodes es abiertamente lesbiana.
Rhodes ha sido destacada por su surf.

## Filmografía
- Beautiful They (2021)
- Deluge (2019)
- Sink (2018)
- Lo Loves You (2017)